# Seznam vládců Verony

Znak města Verony

Toto je seznam vládců italské Verony, kteří vládli městu od roku 1260 do 19. října 1387 a dalších deset dní roku 1404.
Panství bylo vytvořeno s povýšením Mastina I. della Scala z hodnosti podestà na capitano del popolo.
Jeho potomci z rodu Scaligerů, všichni Ghibellini, ovládali město a jeho okolí jako dědičné panství po jedno a půl století, během kterého město zažilo svůj zlatý věk.

## Seznam vládců
| Signore                    | doba vlády         | doba vlády         | Afiliace   | poznámky |
| -------------------------- | ------------------ | ------------------ | ---------- | --- |
| Mastino I. della Scala     | 7. října 1259      | 26. října 1277     | Ghibellini | Podestà veronský, zvolen signorem v roce 1262                                                                                  |
| Alberto I. della Scala     | 26. října 1277     | 3. září 1301       | Ghibellini | Bývalý Podestà mantovský, bratr Mastina I., první dědičný signore                                                              |
| Bartolomeo I. della Scala  | 3. září 1301       | 7. března 1304     | Ghibellini | Syn Alberta I. |
| Alboino della Scala        | 7. března 1304     | 29. listopadu 1311 | Ghibellini | Syn Alberta I. |
| Cangrande I. della Scala   | 29. listopadu 1311 | 22. července 1339  | Ghibellini | Syn Alberta I., spoluvládce s Alboinem I. (1308 – 1311)                                                                        |
| Mastino II. della Scala    | 22. července 1339  | 3. června 1351     | Ghibellini | Syn Alboina I., spoluvládce s Cangrandem I. (1329 – 1339)                                                                      |
| Alberto II. della Scala    | 22. července 1339  | 3. června 1351     | Ghibellini | Syn Alboina I., spoluvládce Cangranda I. (1329 – 1339)                                                                         |
| Cangrande II. della Scala  | 3. června 1351     | 14. prosince 1359  | Ghibellini | Syn Mastina II., zeť císaře Ludvíka IV. Bavorského. Zavražděn svým bratrem Cansignoriem.                                       |
| Cansignorio della Scala    | 14. prosince 1359  | 18. října 1375     | Ghibellini | Syn Mastina II. |
| Paolo Alboino della Scala  | 14. prosince 1359  | 18. října 1375     | Ghibellini | Syn Mastina II., zavražděn na smrtelné posteli Cansignoriem.                                                                   |
| Bartolomeo II. della Scala | 18. října 1375     | 12. července 1381  | Ghibellini | Syn Cansignoria, zavražděn svým nevlastním bratrem Antoniem.                                                                   |
| Antonio I. della Scala     | 12. července 1381  | 20. října 1388     | Ghibellini | Syn Cansignoria, sesazen promilánskými šlechtici, zemřel v exilu 5. srpna 1388. (podezřelý z vraždy Viscontiovských vyslanců). |
| Gian Galeazzo Visconti     | 20. října 1388     | 3. září 1402       | Ghibellini | Zvolen signorem promilánskými šlechtici. Nadále vládcem Milána.                                                                |
| Gian Maria Visconti        | 3. září 1402       | 8. dubna 1404      | Ghibellini | Syn Gian Galeazza Viscontiho, bez autority nad Veronou, sesazen protiviscontiovskými silami.                                   |
| Guglielmo della Scala      | 8. dubna 1404      | 18. dubna 1404     | Guelph     | Syn Cangranda II., znovu dosazen na trůn odpůrci Viscontiovců, krátce poté zavražděn svým spojencem Francescem II. z Carrary.  |
| Francesco II. z Carrary    | 18. dubna 1404     | 22. června 1405    | Guelph     | Uchvatitel Gugliemovy moci, nadále vládcem Padovy. Popraven po benátském vítězství ve válce o Padovu.                          |